# 联盟7K-L1号

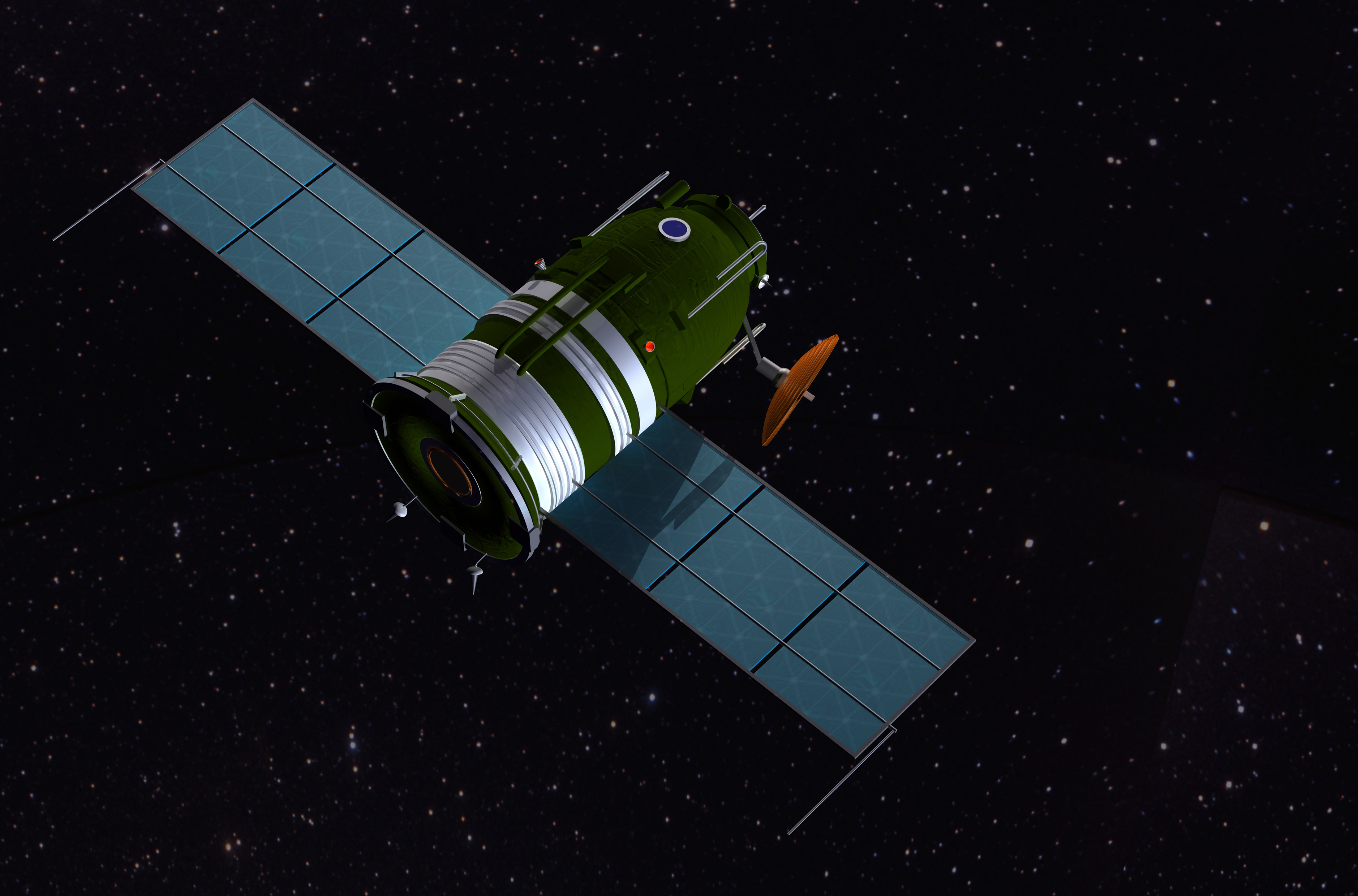
联盟7K-L1号飞往月球途中的想像图

联盟7K-L1 探测号飞船是美苏登月竞赛背景下，前苏联依据所制定的载人月球飞行计划，将宇航员从地球送入绕月而非进入月球轨道的航天器。该航天器的设计基于联盟7K-OK型，几经修改后降低了飞船重量，提高了绕月能力，最明显的改进是用一架支撑锥和一副高增益抛物面天线代替了轨道舱，并拆除一具备用降落伞，增加了远程导航陀螺平台和恒星导航传感器。联盟7K-L1号飞船可搭载两名宇航员，在起初的飞行测试中，新质子运载火箭、7K-L1号及基于联盟7K-OK型的L1飞船都存在严重的可靠性问题。

## 历程
总设计师谢尔盖·科罗廖夫最初设想通过“R-7”助推器分批发射并在地球轨道上组装载人登月飞船。但从理论上讲，弗拉基米尔·切洛梅研制的大型“UR-500”质子火箭有可能使这项工作只需一次发射就可完成。然而，切洛梅也提出了自己的“LK-1”月球飞船方案，并在1964年8月得到苏联部长会议主席(总理)赫鲁晓夫的批准。两个月后赫鲁晓夫下台，切洛梅失去了主要支持者。就在这年年底，科罗廖夫重新提出了“联盟号”飞船计划，但他隐瞒了自己的真实想法，只将它列为用于测试交会对接操作的地球轨道飞行器。1965年10月，就在科罗廖夫去世前三个月，他被正式批准开发一型载人月球飞船，这将是一款改良版的联盟号，并将通过顶部加装有第一实验设计局正在开发的D组级质子运载火箭(UR-500)发射到月球。
科罗廖夫最初打算在地球轨道上组装联盟号月球飞船，因为他不相信质子运载火箭的功率足以发射整艘飞行器，或是否能确保乘员安全。但当他在1966年1月去世后，他的继任者，科罗廖夫第一实验设计局负责人瓦西里·米申认为，完全可以将联盟号精简到UR-500火箭足以来发射它。
由于前四次进行的不载人试验(见下文)部分成功或部分不成功，包括两次“宇宙号”的飞行-苏联对外公布的所有试验性航天器的通称，1968年3月2日至7日的任务以及随后 L1 型航天器的飞行对外都称为“探测器号”，这是苏联对深空试验任务的命名。
美国阿波罗8号载人绕月飞行成功后，苏联载人绕月飞行任务失去了政治动力。原定于1970年底由阿列克谢·列昂诺夫和瓦列里·贝科夫斯基搭载“探测 L1号”(L1/Zond )的首次载人飞行被取消。此外，质子火箭功能远未达到载人水平，其糟糕的发射记录并不适合载人飞行。
从1967年到1970年，所有“探测器L1型”飞船都只进行过无人飞行(从探测器4号到探测器8号)，在探测器号的5次飞行中，有4次发生故障。这些绕月试飞显示，飞船上用于导航的星光传感器存在问题。由于制导故障，导致飞行器在重返大气层时出现问题：一艘飞船的再入下降执行的是陡峭的弹道轨迹，降速高达20G并溅落在印度洋；另外三艘通过“跳跃再入”(skip reentry)机动来降低速度，其中一艘减速高达20G，对人类极不安全，另一艘下降时主降落伞无法打开，只有探测器7号的降落对宇航员是安全的。
执行这些任务的仪器收集了有关微流星体通量、太阳和宇宙射线、磁场、无线电发射和太阳风等数据。拍摄了许多照片，还搭载了生物飞行。探测器5号是第一艘搭载一群地球生物(最高等的是陆龟)进行绕月飞行并相对安全地返回地球的航天器。探测器5号以20G的减速率急剧下降后，溅落印度洋中。虽然对人类不安全，但这些高G率显然并不影响陆龟的健康，而且据后来的报道，它们还继续正常地生长繁殖。
在联盟7K-L1“探测器”飞船基础上开发了二种主要改进型：一是动力型联盟7K-L1S“探测器-M号”(重达7吨)，由于当时联盟7K-LOK轨道飞行器的L3型探月登陆舱尚未就绪，计划先通过N1运载火箭发射无登陆舱的“探测器-M号”飞越月球，但二次发射均告失败；二是“联盟7K-LOK”的模拟型联盟7K-L1E“探测器-LOK号”，作为“宇宙382号”由质子运载火箭成功发射到近地轨道，但在第三次使用N1火箭发射到月球轨道时失败。
联盟7K-L1“探测器”型载人飞船并没有正式名称，根据瓦西里·米申和尼古拉·卡马宁的回忆录，“祖国”(Rodina)、“乌拉尔”(乌拉尔山脉)、“科罗廖夫院士”(科罗廖夫)以及“黎明”(Zarya)和“旗帜”(Znamya)都被提议用作“联盟7K-L1号”的月球飞越和联盟7K-LOK轨道船的名称。L1航天器上的信息显示系统(IDS)被称为“土星”，与7K-OK上标准的信息显示系统“天狼星-7K”有些不同。
与其余的7K-L1一起，苏联于1970年终止了月球飞行计划，并没有实现其既定的主要目标。“探测器L1号”航天器的预定载人用途首次被记录在苏联官方资料中，但从1968年到1989年，这一计划与N1-L3登月任务都被列为机密，苏联政府否认它们的存在。1968年左右，一份罕见的苏联公开资料(苏联大百科全书年鉴中的宇宙飞行小百科全书)零星地提到“探测器号”是作为探月任务的测试“飞船”，这与苏联称呼不载人飞船为“太空装置”一词显然不同。

## 计划的时间表
自1967年起，联盟7K-L1的发射计划为：
任务

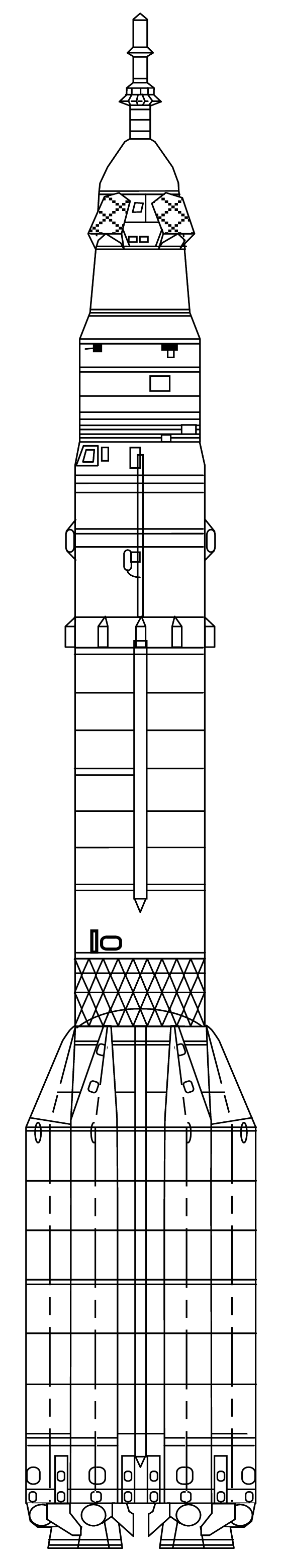
质子7K-L1型运载火箭结构图

- 2P         -1967年3月开发D组级；
- 3P         -1967年3月开发D组级；
- 4L         -1967年5月执行不载人绕月飞行(实际于1967年9月27日发射，因火箭故障而失败)；
- 5L         -1967年6月执行不载人绕月飞行(实际于1967年11月22日发射，因火箭故障而失败) ；
- 6L         -1967年6月或7月进行载人绕月；
- 7L和8L -1967年8月进行载人绕月(7L作为探测器1968A号实际于1968年4月23日发射，因火箭故障而失败；8L实际于1968年7月21日发射，火箭爆炸而失败)；
- 11L和12L -1967年10月进行载人绕月；
- 13L     -备用航天器(作为探测器1969A号实际于1969年1月20日发射，因火箭故障而失败)。

1968年7月，有人提议每月发射一艘L1航天器，首次载人飞行则定于1968年12月或1969年1月，在3次或4次无人飞行成功后进行。1968年12月，三次L1载人任务日期分别定于1969年3月、5月和7月。最后，在1969年9月，L1载人任务被正式定于1970年4月。

## 建造的航天器
先后建造了15艘联盟7K-L1航天器：
 
- 第1艘-原型没有配备隔热罩，旨在不回收太空舱的情况下完善航天器的轨道运行。
- 第2艘-原型没有配备隔热罩，旨在不回收太空舱的情况下完善航天器的轨道运行，1967年3月10日发射，代号为宇宙146号。
- 第3艘-1967年4月8日发射，代号宇宙154号。
- 第4艘-1967年9月27日发射，代号探测器1967A号，因火箭故障发射失败。
- 第5艘-1967年11月22日发射，代号探测器1967B号，因火箭故障发射失败。
- 第6艘-1968年3月2日发射，发布名称为探测器4号。
- 第7艘-1968年4月23日发射，命名探测器1968A号，自毁。
- 第9艘-于1968年9月14日发射，发布名称为探测器5号，返回舱现展出在俄罗斯能源博物馆。
- 第10艘-计划作为探测器9号发射，后被取消。
- 第11艘-发布名为探测器7号，返回舱现展出于俄罗斯奥雷沃。
- 第12艘-1968年11月10日发射，命名为探测器6号，1968年11月17日返回地球。
- 第13艘-1969年1月20日发射，命名为探测器1969A号，失败，太空舱被回收。
- 第14艘-1970年10月27日作为探测器8号发射，1970年10月14日返回地球。
- 第15艘-曾计划为探测器10号发射，已取消。

## 测试的任务
- 宇宙146号 (联盟7K-L1第1号)
  - 1967年3月10日发射
  - 由质子号将联盟7K-L1P原型发射到计划的高椭圆环地轨道。
- 宇宙154号 (联盟7K-L1第3号)
  - 1967年4月8日发射
  - 由质子号发射的联盟7K-L1P原型未能进入计划的月球转移轨道。
- 探测器1967A号 (联盟7K-L1第4号)
  - 1967年9月27日发射
  - 第一级-1 x RD-253发生故障，导致T+67秒后偏离飞行轨迹。
- 探测器1967B号 (联盟7K-L1第5号)
  - 1967年11月22日发射
  - 第二级-1 x RD-210 发生故障，点火4秒后关闭，火箭在低空坠毁。
- 探测器4号 (联盟7K-L1第6号)
  - 1968年3月2日发射
  - 研究环地空间的偏远区域，开发新的船载系统和空间站单元
  - 1968年3月7日返回地球-自毁系统在距非洲几内亚海岸180-200公里的10-15公里高空自动引爆了太空舱。
- 探测器1968A号 (联盟7K-L1第7号)
  - L1968年4月23日发射
  - 发射260秒后因第二级故障而失败
  - 尝试飞越月球。
- 探测器1968B号 (探测器7K-L1第8号)
  - 1968年7月21日发射
  - D组级在发射台上爆炸，造成三人死亡。
- 探测器5号 (联盟7K-L1第5号)
  - 1968年9月15日发射
  - 1968年9月18日绕月飞行
  - 1968年9月21日返回地球。
- 探测器6号 (联盟7K-L1第12号)
  - 1968年11月10日发射
  - 1968年11月14日绕月飞行
  - 1968年11月17日返回地球。
- 探测器 1969A号 (联盟7K-L1第 13号)
  - 1969年1月20日发射(计划于1968年12月8日发射)
  - 第二级提前25秒关闭，自动飞行中止，太空舱被安全地回收
  - 尝试飞越月球(阿波罗8号之前计划的首次载人飞行)。
- 探测器-M 1号
  - 1969年2月21日发射
  - 第一级火箭发生故障，太空舱逃逸系统在发射70秒后启动，太空舱被找到。
  - 尝试测试月球轨道器和N1火箭。
- 探测器-M 2号
  - 1969年7月3日发射
  - 第一级火箭发生故障，探测器太空舱被回收。
  - 尝试测试月球轨道器和N1火箭。
- 探测器7号 (联盟7K-L1第11号)
  - 1969年8月7日发射
  - L1969年8月11日飞越月球
  - 1969年8月14日返回地球。
- 探测器8号 (联盟7K-L1第14号)
  - 1970年10月20日发射
  - 1970年10月24日飞越月球
  - 1970年10月27日返回地球。.
- 探测器9号 (联盟7K-L1第10号)
  - 计划后被取消。
- 探测器10号 (联盟7K-L1第15号)
  - 计划后被取消。